# Apistotoke
Apistotoke (Apistotoki , Apistotooki, A'pistotooki, Apistotokio, Apisstotoki, A'pistitooki; ostali nazivi: Ihtsipatapiyohpa, Iihtsipaitapiiyo'pa, Great Spirit), Apistotoke je veliki bog kreator plemena Blackfoot. Ovo ime doslovno znači "Naš Stvoritelj" na Blackfootskom jeziku. Apistotoke je božanski duh bez ljudskog oblika ili atributa i nikad nije personificiran u folkloru Blackfoota-- zapravo, iako se Apistotoke obično opisuje kao muškarac u modernom engleskom, ovo biće je potpuno rodno neutralno u izvornim tekstovima Blackfoota. Apistotoke je također poznat kao Iihtsipaitapiiyo'pa ("Izvor života") ili, na engleskom, Great Spirit. Unatoč pojavljivanju u mnogim tradicionalnim molitvama, Apistotoke igra vrlo minimalnu ulogu u folkloru-- transformatorski likovi Starac (Napi) i Starica (Kipitaakii) obavljaju većinu "praktičnog" rada stvaranja i podučavanja čovječanstva. Apistotoke je korišten kao prijevod za "Boga" u prijevodima Biblije Blackfoota, a danas mnogi Blackfooti smatraju svog Stvoritelja i kršćanskog Boga jednim te istim.